# Barisan
Barisan (indonez. Pegunungan Barisan lub Bukit Barisan) – góry w Indonezji na Sumatrze; ciągną się przez całą długość wyspy wzdłuż zachodniego wybrzeża.
Zbudowane są głównie z paleozoicznych łupków krystalicznych, wapieni, granitów. W obrębie pasma znajdują się wulkany, zarówno czynne jak i wygasłe. Pasmo silnie pocięte dolinami rzek. Porastają je lasy deszczowe.
Najważniejsze szczyty i ich wysokość n.p.m.:
- Kerinci 3805 m[1]
- Leuser 3381 m
- Dempo 3159 m
- Talakmau 2912 m
- Marapi 2891 m
- Singgalang 2877 m
- Talang 2597 m
- Sinabung 2460 m
- Tandikat 2438 m
- Sibayak 2212 m